# Mr. Mister
Mr. Mister fue una banda estadounidense de estilo pop rock y soft rock, formada en Phoenix, Arizona, en el año 1982. Firmaron contrato en el año 1984, con RCA Records. Sus mayores éxitos fueron las baladas «Broken Wings», «Kyrie» e «Is It Love», todas del año 1985. La banda estaba compuesta por Richard Page (voz principal, bajo y letrista), Steve George (teclados y coros), Pat Mastelotto (batería y percusión) y Steve Farris (guitarras y coros).

## Historia

### Origen del Nombre
Mr. Mister fue el sucesor de la banda Pages, liderada por Page y George de 1978 a 1981. El nombre de la banda proviene de una broma sobre el álbum de Weather Report Mr. Gone, en el que se referían entre ellos como "Mister This" o "Mister That", y finalmente seleccionaron "Mr. Mister". 

### Incidente en "Viña del Mar 1988"
El jueves 18 de febrero de 1988, durante la emisión del XXIX Festival Internacional de la Canción de Viña del Mar en Chile, el bajista y vocalista del grupo, Richard Page, leyó una declaración a favor de los artistas amenazados, perseguidos y castigados por la dictadura militar chilena, lo que produjo que se cortara la emisión televisiva de su show generando la incredulidad tanto de sus seguidores como del público en general.

Un saludo para los artistas amenazados de muerte. Los artistas del mundo estamos con ellos.
Richard Page

Tras su presentación, el artista debió pedir disculpas públicas en el mismo escenario, solo minutos después del incidente. 

### Separación de la Banda
Mr. Mister se separó en el año 1990, luego de editar su cuarto y último trabajo en estudio, titulado Pull, debido a conflictos internos.

## Discografía

### Álbumes
- 1984 - I Wear the Face - #170 U.S.
- 1985 - Welcome to the Real World - #1 U.S. (1 semana),[3] #6 UK[4] (RIAA: Platino)
- 1987 - Go On... - #55 U.S.
- 1990 - Pull - (grabado en 1989)

### Compilaciones
- 1999 - Broken Wings: The Encore Collection
- 2001 - The Best of Mr. Mister

### Sencillos
| Año  | Sencillos                               | U.S. Hot 100 | U.S. MSR | U.S. A.C. | Canadá | UK Singles Chart | Álbum                     |
| ---- | --------------------------------------- | ------------ | -------- | --------- | ------ | ---------------- | ------------------------- |
| 1984 | "Hunters Of The Night"                  | 57           | -        | -         | -      | -                | I Wear the Face           |
| 1984 | "Broken Wings"                          | 1            | 4        | 3         | 1      | 4                | Welcome to the Real World |
| 1986 | "Kyrie"                                 | 1            | 1        | 11        | 1      | 11               | Welcome to the Real World |
| 1986 | "Is It Love"                            | 8            | 17       | -         | 20     | -                | Welcome to the Real World |
| 1986 | "Black/White"                           | -            | -        | -         | 93     | -                | Welcome to the Real World |
| 1987 | "Something Real (Inside Me/Inside You)" | 29           | 27       | -         | 38     | -                | Go On...                  |

## Videoclips
- «Hunter Of The Night» - (1984)
- «Broken Wings» - (1985)
- «Kyrie» - (1985)
- «Is It Love» - (1986)
- «Something Real» - (1987)
- «Healing Waters» - (1987)
- «The Border» - (1987)
- «Stand And Deliver» - (1988)